# کالومیرا
کالومیرا (به انگلیسی: Kalomira) (زاده ۳۱ ژانویه ۱۹۸۵) خواننده یونانی-آمریکایی است.
او در مسابقه آواز یوروویژن ۲۰۰۸ نماینده یونان بود.